# Aberdeen Township (New Jersey)
Pour les articles homonymes, voir Aberdeen Township.
Aberdeen Township est un township situé dans le comté de Monmouth dans l'État du New Jersey aux États-Unis. Au recensement de 2010, il comptait 18 210 habitants.
Il fait partie du « Bayshore Regional Strategic Plan », une concertation de neuf municipalités du nord du comté pour redonner un élan économique de la région et valoriser les centres-villes traditionnels, l'histoire maritime et la côte de la Raritan Bay.

## Source
- (en) Cet article est partiellement ou en totalité issu de l’article de Wikipédia en anglais intitulé « Aberdeen Township, New Jersey » (voir la liste des auteurs).